# Museu del Pastor (Castellar de n'Hug)
El Museu del Pastor és un edifici del municipi de Castellar de n'Hug (Berguedà) protegit com a bé cultural d'interès local.

## Descripció
És un edifici situat davant d'una plaça, de planta quadrada estructurat en planta baixa i pis amb coberta a dues aigües de teula àrab. El parament és de carreus de pedra sense desbastar, units amb morter i disposats en fileres. Hi ha poques obertures, una porta d'arc escarser i dues finestres amb llindes de fusta.